# Isles-les-Meldeuses
Isles-les-Meldeuses è un comune francese di 773 abitanti situato nel dipartimento di Senna e Marna nella regione dell'Île-de-France.

## Società

### Evoluzione demografica
Abitanti censiti